# Marcel-Alain Hilleret
Marcel-Alain Hilleret (Vannes, 1932. április 22. – Villeneuve-Saint-Denis, 2019. május 20.) francia tudományos-fantasztikus író.

## Élete
Sci-fi és fantasy munkákat alkotott, írói álnevei Arcadius és Allan George voltak. Számos novellát és regényt írt, ezek egy része mindmáig kiadatlan. Magyar nyelven egyetlen novellája jelent meg a Galaktika 44. számában 1982-ben Ragadozókrónika címmel.

## Válogatott munkái
- La Terre Endormie, (regény, 1961, Jean-Claude Foresttel közösen)  .
- Planète d'Exil, (regény, 1963, Jean-Claude Foresttel közösen)  .
- Les Naufrageurs (novella, 1958)
- Le recrutement (novella, 1959)
- La Bête (novella, 1960)
- Le Bal (novella, 1961)
- Deux heures de sursis (novella, 1961)
- Chronique des rapaces (novella, 1963)
- La pierre (novella, 1964)
- La Chanson perdue (novella, 1965)
- Lettre à qui comprendra (novella, 1967)

## Fordítás
- Ez a szócikk részben vagy egészben  a   Marcel-Alain Hilleret című francia Wikipédia-szócikk ezen változatának fordításán alapul.  Az eredeti cikk szerkesztőit annak laptörténete sorolja fel. Ez a jelzés csupán a megfogalmazás eredetét és a szerzői jogokat jelzi, nem szolgál a cikkben szereplő információk forrásmegjelöléseként.